# Seznam slovenskih etnologov
Seznam slovenskih etnologov. (Glej šeː seznam slovenskih antropologov, seznam slovenskih literarnih zgodovinarjev, seznam slovenskih muzikologov, seznam slovenskih zgodovinarjev, seznam slovenskih umetnostnih zgodovinarjev in seznam slovenskih sociologov)

## A
- Sandi Abram
- Jurij Alič
- Miljutin Arko
- Maja Avsenik?

## B
- Saša Babič
- Andreja Bahar Muršič
- Blaž Bajič
- Tatiana Bajuk Senčar
- Marjetka Balkovec Debevec
- Friderik Baraga
- Ada Bar Janša
- Janko Barle
- Alenka Bartulović
- Angelos Baš
- Franjo Baš
- Eva Batista
- Jan Baudouin de Courtenay
- Rok Bavčar
- Vitomir Belaj
- Mojca Bele
- Eda Belingar (r. Drašček)
- Eda Benčič Mohar
- Janko (Ivan, Juan) Benigar
- Branka Berce Bratko
- Janez Bogataj
- Etbin Bojc?
- Alojzij Bolhar
- Andraž Boštjančič
- Milan Bračika?
- Andreja Brancelj Bednaršek
- Ljudmila Bras
- Andrej Brence
- Inga Brezigar Miklavčič
- Vida Breže
- Borut Brumen

## C
- Oroslav Caf
- Emilijan Cevc?
- Tone Cevc
- Luisa Cher
- Tatjana Cibic
- France Cigan
- Zvona Ciglič
- Štefka Cobelj
- Angel Peter Cracina
- Paola Cracina
- J. Csaba
- Marija Cvetek
- Igor Cvetko
- Jana Cvetko
- Nives Cvikl
- Karel Czoernig?

## Č
- Uršula Čebron Lipovec >> Lipovec Čebron
- Albin Čebular (1900–1952)
- Breda Čebulj Sajko
- Majda Čeh
- Ralf Čeplak Mencin
- Alenka Černelič Krošelj
- Mateja Černič?
- Franc Černigoj
- Viljem Černo
- Jože Čuješ?

## D
- Roberto Dapit
- (Janez Debevec)
- Zvezda (Delak) Koželj
- Dino Del Medico
- Irena Destovnik
- Janez Dolenc
- Milan Dolenc
- Franc Domicelj ?
- Miha Dovžan
- Tatjana Dolžan Eržen
- Jana Drašler
- Alojz Dravec
- Josip Dravec (slov.-hrv.)
- Marinka Dražumerič
- Ciril Drekonja
- Stanka Drnovšek
- Andrej Dular
- Jože Dular

## E
- Lambert Ehrlich
- Fran Erjavec?
- Jože Eržen

## F
- Vilko Fajdiga
- Janez Fajfar
- Jasna Fakin Bajec
- Franc Ferk
- Mojca Ferle
- Jerneja Ferlež (r. Hederih)
- Peter Ficko
- Jurij Fikfak
- Manca Filak
- Fran Saleški Finžgar?
- Majda Fister
- (Peter Fister)
- Erazmus Francisci?
- Marko Frelih ?
- Josip Freuenfeld?
- Marija Ftičar = Marjanca Klobčar

## G
- Silvester Gaberšček
- Aleš Gačnik
- Maksim Gaspari?
- Karel Gašpar?
- Milovan Gavazzi
- Peter Pavel Glavar?
- Janko Glazer?
- Stanka Glogovič
- Joža Glonar?
- Mirjam Gnezda
- (Ida Gnilšak)
- Maja Godina Golija
- Edward (Edi) Gobec (1926-2020)
- Maja Godina Golija
- Marjetka Golež Kaučič
- Alenka Goljevšček Kermauner?
- Lojze Golobič
- Boža Grafenauer Bratož?
- Ivan Grafenauer
- Marko Grego
- Jože Gregorič
- Anton Gričnik
- Živa Gruden
- Vesna Guštin Grilanc
- Ožbalt Gutsman

## H
- Mateja Habinc
- Baltazar Hacquet?
- Albert Halász
- Avguštin Hallerstein?
- Aleksej Nikolajevič Haruzin?
- Vito Hazler
- Jerneja Hederih = Jerneja Ferlež
- Žiga Herberstein?
- Peter Hicinger
- Jože Hirnök
- Katalín Hirnök = Katalín Munda Hirnök
- Greta Hirschbach Merhar?
- Tanja Hohnec (Peršolja)
- Božena Hostnik
- Nataša Hrastnik
- Daša Hribar (-Koprivec)
- Katja Hrobat Virgolet
- Radoslav Hrovatin
- Franc Hubad
- Jože Hudales
- Mihaela Hudelja
- Aleksander Hudovernik
- Vanja Huzjan

## I
- Mojca Ifko
- (Gregor Ilaš)
- Vesna Mia Ipavec
- Barbara Ivančič Kutin

## J
- Marija Jagodic = Marija Makarovič
- Dušan Jakomin
- Peter Jamnikar
- Anton Janežič
- Anton Janša
- Janko Jarc?
- Sandra Jazbec
- Zorko Jelinčič
- (Ljoba Jenče)
- (Peter Josip Jeram)?
- Anja Jerin
- Katja Jerman
- Božidar Jezernik
- Milan Jež?
- Luna Jurančič Šribar
- Josip Jurčič?
- Franco Juri?
- Marija Jurić Pahor
- Katarina Juvančič

## K
- Marko Anton Kapus
- Alma Karlin
- Jože Karlovšek
- Marjetka Kastelic?
- Petra Kavrečič?
- Jakob Kelemina
- Josip Kenda (1859-1929)
- Jožef Kerec
- Peter Kerševan?
- Irena Keršič
- Jože Kimovec ?
- Simona Klaus?
- Marija Klobčar (Marjanca Klobčar, r. Ftičar)
- Vinko Ferreri Klun ?
- Darko Knez
- Duška Knežević Hočevar ?
- Bojan Knific
- Metka Knific
- Vladimir Knific
- Jurij Kobe (ps. Jure Sodevski) (1807—1858)
- Štefan Kociančič
- Urša Kocjan?
- Karla Kofol
- Katja Kogej
- Sonja Kogej Rus
- Nataša Kokošinek
- Ana Kolenc?
- Borut Koloini
- Vlasta Terezija Komac?
- Maša Komavec - Marty
- Rok Komel?
- Nataša Konestabo
- Jernej Kopitar?
- Daša Koprivec Hribar (Daša Hribar)
- Vlasta Koren (r. Beran)
- (Borut Korun)
- Franc Kos?
- Jože Koruza
- Franc Kos - Melhior
- L. Kos Bartol
- Maja Kostric Grubišić
- Jožef Košič
- Pavel Košir
- Ivan Koštiál
- Rožana Koštiál
- Franko Košuta
- Marta Košuta
- France Kotnik
- Kristina Kovačič
- Mojca Kovačič
- Marija Kozar Mukič
- Peter Kozler
- Miha Kozorog
- Zvezdana Koželj (Zvezda Delak Koželj)
- Karel Krajcar
- Franc Kramar
- Luka Kramolc
- (Jure Krašovec)
- Boštjan Kravanja
- Bogomil Krek
- Gregor Krek
- Anton Krempl
- Vekoslav (Slavko) Kremenšek
- Leopold Kretzenbacher
- Nadja Kriščak ?
- Ivica Križ
- Naško Križnar
- Gašper Križnik
- Duša Krnel Umek
- Monika Kropej Telban
- Vera Kržišnik Bukić?
- Boris Kuhar
- Števan Kühar
- Zmaga Kumer
- Dušica Kunaver
- Maria Kundegraber Lackner (avstr.)
- Drago Kunej
- Rebeka Kunej
- Ivan Kunšič
- Simona Kuntarič Zupanc
- Niko Kuret
- Benedikt Kuripečič?
- Števan Kühar
- Lea Kužnik
- (Robert Kužnik)
- Ambrož Kvartič

## L
- Maja Lamberger Khatib
- Alenka Lapornik
- Branka Lazar
- Špela Ledinek Lozej
- Jože Lekše?
- Rado L. Lenček
- Zoltan Lendvai Kepe
- Ivana Leskovec
- Fran Levstik?
- Daša Ličen
- France Lipičnik
- Urška Lipovec Čebron (?)
- Bruno Lisjak Volpi ?
- Tone Ljubič
- Engelbert Logar
- Janko Lokar
- Helena Ložar-Podlogar
- Marta Ložar (r. Meterc) (1914-2008)
- Rajko Ložar (1904-1985)
- Slavka Ložar (1913-2012)
- Dušan Ludvik
- Vilja Lukan
- Marina Lukšič Hacin?
- Sarah Lunaček

## M
- Janko Mačkovšek?
- Aldo Madotto
- Mario Magajna?
- (Antoin Mailly)
- Matija Majar - Ziljski
- Gabriel Majcen
- Janez Majciger
- Gorazd Makarovič
- Marija Makarovič
- Josip Mal?
- Martin Malnerič?
- Andrej Malnič
- Josip Mantuani?
- Karin Marc Bratina?
- Bogdana Marinac?
- France Marolt
- Tončka Marolt (zbirateljica)
- Milko Matičetov
- Anita Matkovič
- Herta Maurer-Lausegger (avstr.)
- Lilijana Medved
- Pavel Medvešček?
- (Anton Melik)
- Mirjam Mencej
- Boris Merhar
- Ivan Merhar
- Pavle Merku
- Andreja Mesarič
- (Janez Mihelič)
- (Nikolai Mikhailov)
- Inga Miklavčič Brezigar
- (Fran Milčinski)
- Tatjana Milčinski Oblak
- (Robert Gary Minnich)
- Jana Mlakar Adamič
- Vlasta Mlakar
- Jernej Mlekuž
- Frančišek Mlinšek
- Vinko Möderndorfer
- Izidor Modic?
- Ivan Mohorič
- Oscar Molek/Oskar Molek
- Anja Moric
- Branka Moškon?
- Milena Moškon?
- Ana Motnikar
- Josip Mravljak
- Boris Mravlje
- Anton Mrkun
- Katalin Munda Hirnök
- Matija Murko
- Rajko Muršič
- Francesco Musoni?

## N
- Ivan Navratil
- Luigia Negro?
- Anka Novak
- Franc (Ferenc) Novak
- Vilko Novak
- Tina Novak Pucer

## O
- Karla Oder
- Mira Omerzel "Mirit" (prej por. Terlep)
- Martina Orehovec
- Boris Orel
- Rihard Orel
- Slavica Osterman
- Damjan J. Ovsec
- Milena Ožbolt?

## P
- Drago Pahor?
- Milan Pahor?
- Špela Pahor
- Jožef Pajek?
- Breda Pajsar
- Tina Palaić
- Avgust Pavel
- Brigita Pavlič?
- Damjana Pediček Terseglav
- Magda Peršič
- Jasna Majda Peršolja
- Tatjana Peršolja Hohnec
- Rajko Perušek
- Anton Petek (Tone Petek)
- Hubert Svanibor Pettan
- Marjetka Pezdirc?
- Martina Piko Rustia
- Franc Pirc
- Marjeta Pisk
- Angela Piskernik
- (Barbara Plestenjak)
- (Karel Plestenjak)
- Andrej Pleterski (3. doktorat)
- (Maks Pleteršnik)
- (Rihard Plohl)
- Ivanka Počkar
- (Renato Podbersič)
- Breda Podbrežnik Vukmir
- Dan Podjed
- Špela Pogorelec
- Saša Poljak Istenič
- Tita Porenta
- Irene Portis Winner (ZDA)
- Blaž Potočnik
- Igor Presl
- Dušan Prešern?
- Viktor Prezelj?
- Tadeja Primožič
- Jelka Pšajd
- (Alberto Pucer)
- Miran Puconja
- Rudolf Gustav Puff?
- Adela Pukl
- Tadej Pungartnik

## R
- Božo Račič (1887 - 1980)
- Manca Račič
- Mojca Račič Simončič
- Rado Radešček?
- Peter ̥Pavel Radics ?
- Brigita Rajšter
- Adela Ramovš
- (Fran Ramovš)
- Mirko Ramovš
- Mojca Ramovš
- Mojca Ramšak
- Tomi Rauch
- Nada Ravbar Morato?
- Mojca Ravnik
- Bruno Ravnikar
- Matevž Ravnikar - Poženčan
- Magda Reja
- Urška Repar
- Jaka Repič
- Martina Repinc
- (Dušan Rešek)
- Tjaša Ribizel
- Polona Rigler Grm
- Dragotin Ferdinand Ripšl
- Anton Zvonko Robar?
- Bojana Rogelj Škafar
- Nataša Rogelja Caf?
- Saša Roškar
- Tanja Roženbergar (-Šega)
- Luka Rožič
- Helena Rožman
- Irena Rožman Pišek
- (Jožef Rudež)
- Niko Rupel ?
- Jože Rus (geograf)
- Marija Rutar
- Simon Rutar

## S
- Paolo Santonino
- Janez Scheinigg (Šajnik)
- Walter Schmid
- Bojan-Ilija Schnabl?
- Ivan Sedej (1934-1994)
- Rudolf Selič?
- Helena Senčar Šimonka (1934-1970)
- Marko Senčar Mrdaković
- Jožica Senegačnik Snoj
- Anja Serec Hodžar
- Albert Sič in Franjo Sič
- Tomaž Simetinger
- Alenka Simikič
- Peter Simonič
- Monika Simonič Roškar
- Polona Sitar
- Ivan Sivec
- Jelka Skalicky
- Polona Sketelj
- Štefan Skledar
- Darja Skrt
- Ingrid Slavec Gradišnik
- Zora Slivnik (Pavlin)
- Štefan Smej
- Inja Smerdel
- Andrej Smole?
- Špela Smolej Milat
- Jasna Sok
- Ciril Soršak
- Herta Sorta?
- Barbara Sosič (-Možina)
- Leopold Stanek?
- Marija Stanonik
- Tončka Stanonik?
- (France Stele)
- Meta Sterle
- Iva Stiplovšek?
- Julijan Strajnar
- Ivan Strelec?
- (Ivo Stropnik)
- Dušan Strgar
- Gregor Strle?
- Josip Suchy?
- Lilijana Suhodolčan
- Nives Sulič Dular
- Ana Svetel
- Magdalena Svetina Terčon

## Š
- Fanči Šarf (1924-2017)
- Josip Šašel (1883-1961)
- Monika Šašel = Monika Kropej
- Ivan Šašelj
- Andrejka Ščukovt (r. Pavlin)
- (Ivan Šega)
- Polona Šega
- Mojca Šifrer Bulovec
- Jana Šimenc
- Helena Šimonka (r. Senčar)
- Andreja Šipek
- Urša Šivic
- Božo Škerlj (antropolog)
- Vladimir Šlebinger (zbiralec)
- Vladimir Šlibar
- (Valter Šmid)
- Zmago Šmitek
- Marija Šolar (zbiralka)
- (Rožana Špeh)
- Sara Špelec
- Miha Špiček
- Ivan Šprajc
- Katarina Šrimpf Vendramin
- Anja Štefan?
- Dušan Štepec
- Karel Štrekelj
- Albina Štrubelj
- Pavla Štrukelj
- Josip Šuman
- Irena Šumi
- Andrej Šuster- Drabosnjak
- Marija Šuštar
- Jernej Šusteršič (1921-89)

## T
- Blaž Telban (1952)
- Borut Telban?
- Mojca Tercelj Otorepec (1964)
- Mojca Terčelj (Marija Mojca Terčelj) (1958)
- Nadja Terčon
- Marko Terseglav
- Nužej Tolmajer (1942)
- Andrej Tomazin
- Jana Tomažič
- Tanja Tomažič
- Bogdana Tome Marinac
- Kristina Toplak
- Zora Torkar
- Zdenka Torkar Tahir
- Janez Trdina
- (Franc Tretjak)
- Ivan Trinko Zamejski
- Barbara Trnovec
- Milan Trobič
- Janko Trošt
- Jože Trošt?
- Anton Trstenjak?
- Davorin Trstenjak ?
- Karel Vladimir Truhlar?
- Jurij Matej Trunk
- (Willhelm Tschinkel)
- Alojz Turk
- Barbara Turk Niskač
- Teja Turk
- Metod Turnšek

## U
- Tončica Urbas
- Viljem Urbas

## V
- Nadja Valentinčič Furlan
- Urša Valič
- Matija Valjavec
- (Alenka Veber)
- Peter Vendramin
- Salvatore Venosi
- Blaž Verbič
- Tanja Verboten
- Suzana Vešligaj
- Aleksander Videčnik?
- Sergij Vilfan
- Nataša Visočnik Gerželj
- Jurij Vodovnik?
- Valens Vodušek
- Milan Vogel
- Zdenko Vogrič
- Adriana Volarič?
- Jakob Volčič
- Bruno Volpi Lisjak
- Stanko Vraz
- Robert Vrčon
- Natalija Vrečer
- Ana Vrtovec Beno
- Vili Vuk
- Stanko Vurnik

## W
- Irena Weber
- Sebastjan Weber

## Z
- Pavle Zablatnik
- Jože Zadravec?
- Mihaela Zajc-Jarc
- Mojca Zajc
- Jožef (Dizma) Zakotnik
- Kazimir Zakrajšek
- Jože Zavertnik
- Sinja Zemljič Golob
- Miha Zobec
- (Emil Zonta)
- (Marjeta Zorec)
- Niko Zupanič

## Ž
- Janez Mihael Žagar ?
- Janja Žagar (Grgič)
- Damjana Žbontar Furlan ?
- Nena (Nevenka) Židov
- Urša Žigon?
- Zdenka Žigon Lulik
- Zvone Žigon?
- Jurij Žmavc
- Jakob Žnidaršič
- Katarina Županič (mati Nika Zupaniča)
- Lovro Žvab